# 小行星19119
小行星19119（19119 Dimpna）是一颗绕太阳运转的小行星，为主小行星带小行星。该小行星于1981年9月27日发现。

## 轨道参数
小行星19119的轨道半长轴为2.4161146 UA，离心率为0.232。